# حصن العرب
|  | انتبه: أُنشئت هذه الصفحة نتيجة لترجمة جزئية أو كلية للصفحة الأصيلة «Old Fort of Zanzibar» في ويكيبيديا English تحت رخصة جنو للوثائق الحرة. وقد تكون الترجمة غير دقيقة أو ناقصة. |

الحصن القديم ((بالسواحلية: Ngome Kongwe)‏)، المعروف أيضا باسم حصن العرب وغيرها من الأسماء، هو حصن يقع في ستون تاون عاصمة زنجبار. هو أقدم مبنى في زنجبار و موقع سياحي رئيسي لجذب السياح في المدينة الحجرية. ويقع على الواجهة البحرية الرئيسية، القريبة من معلم آخر وهو بيت العجائب (القصرالسابق  لسلطان زنجبار).

## التاريخ
«تم بناء هذا الحصن من قبل العمانيين العرب بعد طرد البرتغاليين في 1699. كان يستخدم كحامية للجنود وسجن في القرن 19، ومحطة لسكك الحديد الزنجبارية من 1928-1945.»
وثم في وقت لاحق تم استخدامه  كسجن وثكنة. في أوائل القرن 20th كان يستخدم كمستودع خلال بناء سكك زنجبار الحديدية الذي كان يربط المدينة الحجرية إلى قرية بوبوبو.
الحصن عبارة عن مربع عالي الجدران وثلمات  تحمي الفناء الداخلي. في الفناء هناك بعض بقايا مباني سابقة بما في ذلك  كنيسة برتغالية وتحصينات عمانية أخرى قديمة.

## السياحة

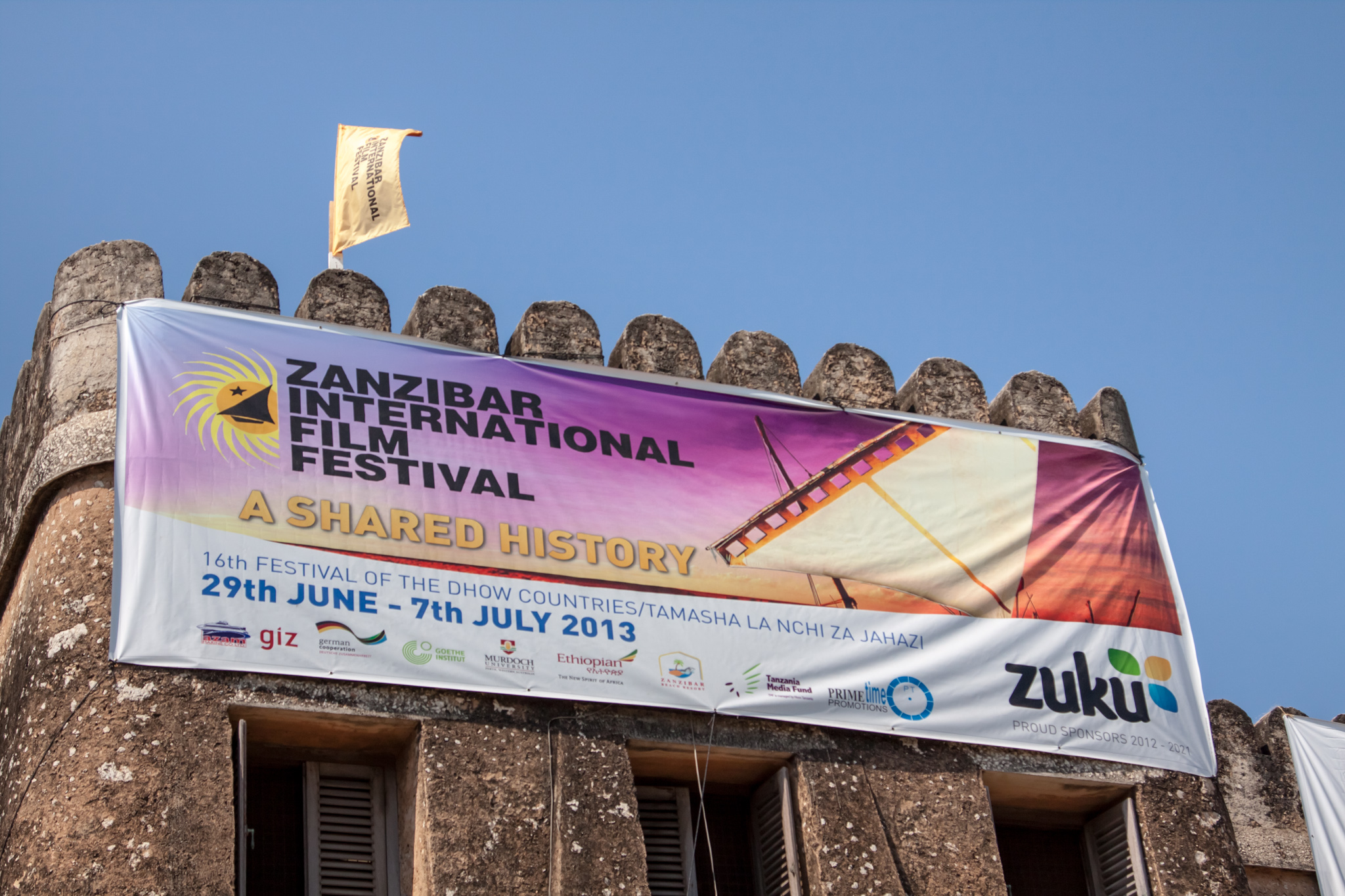
مهرجان زنجبار السنمائي الدولي في الحصن

الحصن القديم أو حصن العرب هو واحد من أبرز مناطق الجذب السياحي في المدينة الحجرية والفناء  تم تكييفها كمركز ثقافي مع محلات بيع التحف السياحية ويوجد مسرح غنائي حيث الرقص والموسيقى وتقام العروض معظم الأمسيات، وتحتوي أيضا على مطعم ومكتب للمعلومات السياحية.